# Гридли (Канзас)
Гридли (енгл. Gridley) град је у америчкој савезној држави Канзас.

## Демографија
По попису из 2010. године број становника је 341, што је 31 (-8,3%) становника мање него 2000. године.
| Група             | 2000.       | 2010.       |
| Белци             | 359 (96,5%) | 333 (97,7%) |
| Афроамериканци    | 3 (0,8%)    | 3 (0,9%)    |
| Азијати           | 1 (0,3%)    | 0 (0,0%)    |
| Хиспаноамериканци | 3 (0,8%)    | 1 (0,3%)    |
| Укупно            | 372         | 341         |